# مارك وليامز (سياسي)
مارك وليامز (بالإنجليزية: Mark Williams) هو سياسي بريطاني، ولد في 24 مارس 1966 في هارتفوردشير في المملكة المتحدة. حزبياً، نشط في Welsh Liberal Democrats ‏.

## مناصب
- في الانتخابات العامة في المملكة المتحدة 2005، انتخب عضو برلمان المملكة المتحدة الـ54 عن دائرة سيريديجيون وقد انضم خلال فترته النيابية ‏ (5 مايو 2005 – 12 أبريل 2010)  للكتلة البرلمانية الديمقراطيون الليبراليون.
- في انتخابات المملكة المتحدة لعام 2010، انتخب عضو برلمان المملكة المتحدة الـ55 عن دائرة سيريديجيون وقد انضم خلال فترته النيابية ‏ (6 مايو 2010 – 30 مارس 2015)  للكتلة البرلمانية الديمقراطيون الليبراليون.
- في الانتخابات العامة في المملكة المتحدة 2015، انتخب عضو برلمان المملكة المتحدة الـ56 عن دائرة سيريديجيون وقد انضم خلال فترته النيابية ‏ (8 مايو 2015 – 3 مايو 2017)  للكتلة البرلمانية الديمقراطيون الليبراليون.
- انتخب Leader of the Welsh Liberal Democrats ‏ (8 مايو 2016 – ).